# Volkswagen Touareg

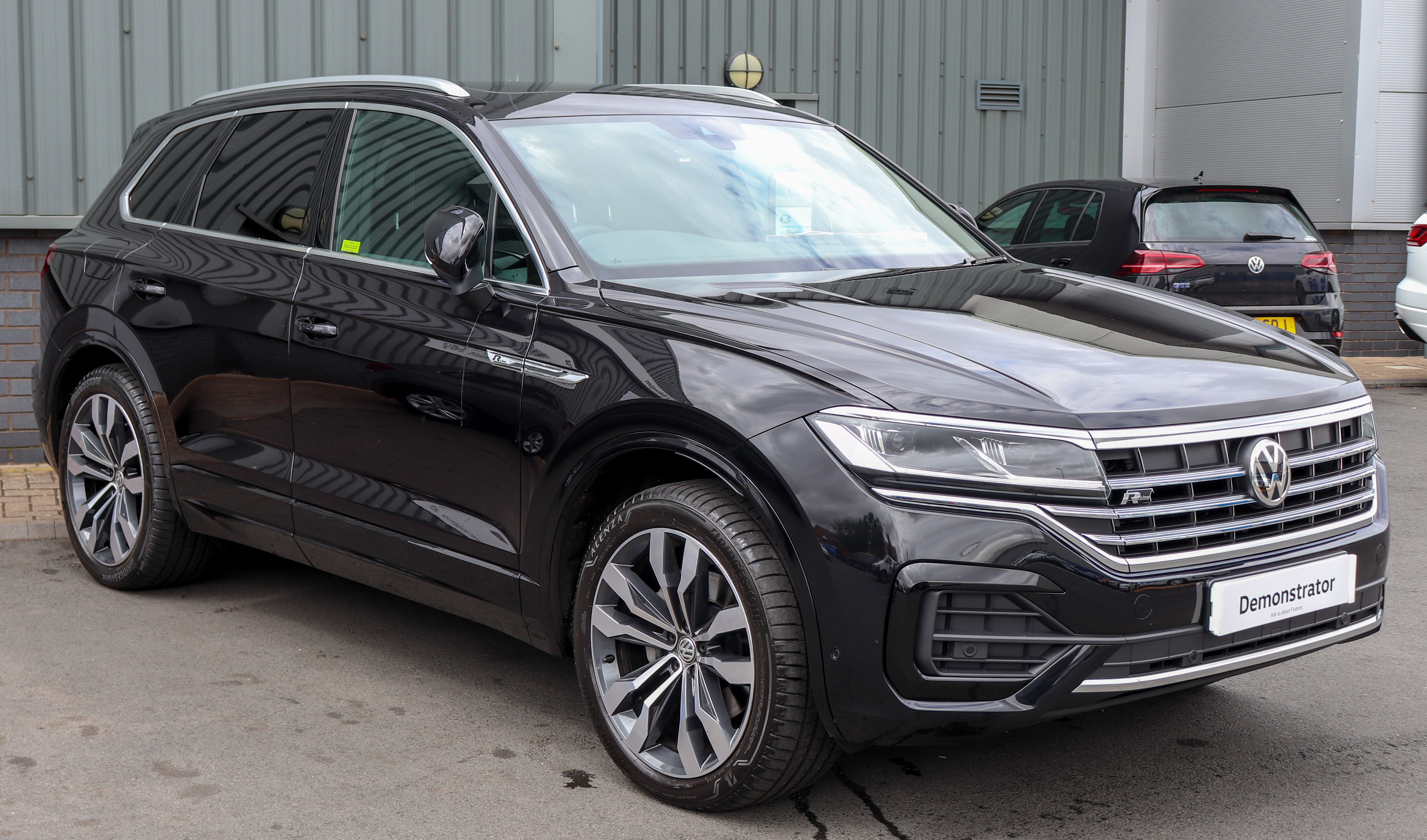
Volkswagen Touareg

Volkswagen Touareg är en fyrhjulsdriven bilmodell från Volkswagen som lanserades 2002. Modellen som utvecklades i samarbete med Porsche har terrängegenskaper och är Volkswagens första modell i SUV-klassen. Namnet Touareg kommer från tuaregerna, ett afrikanskt folk som traditionellt levt som nomader i Saharaöknen. Systermodellen från Porsche heter Cayenne.

## Varianter och generationer

### Generation 1, modellbeteckning 7L (2002-2010)
Introducerad 2002, och uppdaterad med facelift 2007.

### Generation 2, modellbeteckning 7P (2010-2018)
Introducerad 2010, och uppdaterad med facelift 2015.

### Generation 3, modellbeteckning MLB (2018- )
Introducerad 2018 och f.n i produktion.

## Terrängegenskaper
Touareg har en markfrigång på 237 mm och tål vattendjup upp till 50 cm. Dess backtagningsförmåga är 45°, och den klarar sidolutningar upp till 35°. Packningar i dörrar och luckor, lyktor, elektriska förbindningar, luftintag, ventilationsutsläpp och drivaxlar är utformade för att förhindra vatteninträngning. Som tillval finns ett luftfjädringsystem som bland annat möjliggör justering av bilens markfrigång från förarhytten.
Volkswagen tävlar i Dakarrallyt med en bil, som liknar en vanlig VW Touareg.

## Motoralternativ och prestanda
| Modell                                                      | Touareg V6          | Touareg V8          | Touareg W12                     | Touareg R5 TDI      | Touareg V6 TDI       | Touareg V10 TDI      |
| ----------------------------------------------------------- | ------------------- | ------------------- | ------------------------------- | ------------------- | -------------------- | -------------------- |
| Motortyp                                                    | V-formad ottomotor  | V-formad ottomotor  | W-formad ottomotor              | rak dieselmotor     | V-formad dieselmotor | V-formad dieselmotor |
| Generation                                                  | 7L                  | 7L                  | 7L                              | 7L                  |                      |                      |
| Cylindervolym                                               | 3 189 cm³           | 4 172 cm³           | 5 998 cm³                       | 2 460 cm³           | 2 967 cm³            | 4 921 cm³            |
| Antal cylindrar                                             | 6                   | 8                   | 12                              | 5                   | 6                    | 10                   |
| Effekt                                                      | 177 kW (241 hk)     | 228 kW (310 hk)     | 331 kW (450 hk)                 | 128 kW (174 hk)     | 165 kW (225 hk)      | 230 kW (313 hk)      |
| Max. vridmoment                                             | 310 Nm              | 410 Nm              | 600 Nm                          | 400 Nm              | 500 Nm               | 750 Nm               |
| Växellåda                                                   | 6-växlad manuell    | 6-växlad automatisk | 6-växlad automatisk             | 6-växlad manuell    | 6-växlad automatisk  | 6-växlad automatisk  |
| Topphastighet (med / utan luftfjädring)                     | 206 km/h / 211 km/h | 218 km/h / 225 km/h | 250 km/h / 250 km/h (begränsad) | 184 km/h / 189 km/h | 201 km/h / 205 km/h  | 225 km/h / 225 km/h  |
| Acceleration, 0 - 100 km/h                                  | 9,6 s               | 8,1 s               | 5,9 s                           | 12,4 s              | 9,9 s                | 7,8 s                |
| Bränsleförbrukning (enligt EEG-riktlinjer, blandad körning) | 9,8 l/100 km        | 14,8 l/100 km       | 15,9 l/100 km                   | 9,8 l/100 km        | 10,9 l/100 km        | 12,8 l/100 km        |
| Källa: Tyska Wikipedias artikel om VW Touareg.              |                     |                     |                                 |                     |                      |                      |

## Touareg för ökenrallyn
Volkswagen Race-Touareg är en bil byggd för ökenrallyn. Bilen är byggd på en rörram som även fungerar som skyddsbur. Vikten på ramen är cirka 330 kg. Stålkvaliteten har draghållfasthet på 700 newton per kvadratmillimeter. Ramen klarar internationella bilsportsförbundet FIA:s tester där den belastas med 16,7 ton. På ramen finns alla fästpunkter för motor, fram- och bakvagn samt karosseri. Karossen är gjord av kolfiber och väger endast 50 kg. Fjädringsvägen är begränsad till 250 mm, enligt reglementet. Race-Touareg har en sekventiell sexväxlad växellåda från X-trac. Såväl centraldifferential som främre och bakre differentialväxlar är mekaniska eftersom aktiva elektroniska spärrar inte är tillåtna i sammanhanget. Av denna anledning har bilen därför ett system med både mekanisk och viskos reglering av differentialbromsarna. 
Motorn för ökenrallyn är en 2,3-liters 5-cylindrig turbodiesel. Med den av FIA påkrävda obligatoriska luftrestriktorn på 39 millimeter så är effekten 238 hk. Varje hjul har dubbla bärarmar, dubbla fjädrar och dubbla stötdämpare. Bromsoken är av aluminium, de främre med 6 kolvar, de bakre med 4 kolvar. Startvikten på bil med bränsle (275 liter max.) är 1750 kg. 
För att förenkla service på bilen är alla fyra drivaxlarna lika. Alla åtta fjäder-/stödämparenheter är också lika. Hjulupphängningarna är utformade med spegelvänd symmetri så att främre vänster hjulupphängning är identisk med bakre höger hjulupphängning och vice versa. Allt detta gör att antalet reservdelar kan reduceras.